# Eopsilodercidae
Eopsilodercidae Wunderlich, 2008 è una famiglia di ragni fossili del sottordine Araneomorphae.
Si tratta di una famiglia estinta di ragni le cui specie note sono state scoperte in Birmania, conservate nell'ambra. Esse risalgono al periodo Cretaceo.

## Generi
Secondo il World Spider Catalog 13.0 la famiglia conta due generi:
- †Eopsiloderces Wunderlich, 2008
- †Furcembolus Wunderlich, 2008